# Crisis de la sucesión de Juliers-Cléveris
La crisis de Juliers-Cléveris fue un conflicto entre estados alemanes del Sacro Imperio Romano Germánico, la cual también contó con limitada intervención internacional de naciones vecinas al Imperio, y se desarrolló entre 1609 y 1614. Fue desencadenada por la muerte sin herederos del duque Juan Guillermo de Cléveris, quien gobernaba el Ducado Unido de Juliers-Cléveris-Berg ubicado estratégicamente entre las Provincias Unidas de los Países Bajos, los Países Bajos españoles y Francia.

## Antecedentes
En abril de 1606, se produjo en la ciudad imperial libre de Donauwörth la llamada 'batalla de las banderas', cuando monjes católicos realizaron una procesión en el centro de la ciudad con su banderas desplegadas, esta última acción en clara desobediencia a una prohibición del concejo municipal, controlado por protestantes. Aunque de acuerdo a la Paz de Augsburgo esta ciudad debía tolerar ambas religiones, en la práctica era evidente la minoría católica frente a los luteranos; sumando el hecho de que estos últimos estaban viendo alarmados como en otras tierras de la casa imperial de los Habsburgo el catolicismo había sido restaurado, con la consecuente pérdida de privilegios políticos y económicos para los burgueses protestantes, no es inexplicable que estos se molestaran en evitar cualquier intento de reavivamiento católico en sus ciudades. La procesión terminó cuando las banderas católicas fueron destruidas y los monjes fueron perseguidos hasta su abadía.
El emperador Rodolfo II reaccionó de manera exagerada ante este problema local, ordenando al duque católico Maximiliano I de Baviera que restableciese el catolicismo, y por ende la dignidad imperial, en la ciudad, la cual fue despojada del título imperial y fue de facto integrada al ducado de Baviera. Esta acción ofendió al duque Federico I de Wurtemberg porque Donauwörth se encontraba en su circunscripción, la circunscripción de Suabia e intentó en vano buscar apoyo de otros príncipes protestantes en el sur de Alemania para presionar al emperador. La alienación política entre religiones se acentúo luego del Reichstag de 1608, el primero en su historia en concluir sin acuerdos, luego de que el entonces archiduque Fernando de Habsburgo exigiera la devolución de todas las propiedades católicas confiscadas después de 1552 como condición para reconfirmar la Paz de Augsburgo de 1555.
La frustración protestante ante las instituciones imperiales llevó a la creación de la Unión Protestante en mayo de 1608, la cual unificó dos grupos de defensa ya existentes, liderados ahora por el príncipe elector Federico IV del Palatinado. Aunque la Unión era en ese momento una institución con objetivos limitados y solamente fuerte en el sur del Imperio, alarmó lo suficiente a los católicos para que catorce meses después crearan su propia organización, la Liga Católica, con Maximiliano de Baviera como figura central.

## La crisis

Los territorios cuya herencia originó la disputa.

Para 1609, el Ducado Unido de Juliers-Cléveris-Berg comprendía el ducado de Juliers, el ducado de Cléveris, el ducado de Berg, el condado de Mark, el condado de Altena y el condado de Ravensberg, que entre sí sumaban unos 14.000 km². Tenía fronteras comunes con los Países Bajos republicanos, los Países Bajos españoles y Francia, y era una zona importante económicamente, así como densamente poblada, además, se encontraba al final del camino español, que transportaba soldados a la guerra española en los Países Bajos.
El duque Juan Guillermo de Cléveris había gobernado el territorio desde 1592, y debido a una enfermedad mental y la inexistencia de descendencia, el problema fue avistado con mucha antelación por los potenciales herederos, que sumaban nueve, incluyendo a los Habsburgo. El príncipe elector Juan Segismundo I de Brandeburgo y el duque Felipe Luis del Palatinado-Neoburgo poseían los argumentos de sucesión más sólidos, debido a que se habían casado con las tías del duque Juan Guillermo. El duque de Cléveris se veía tentado a favorecer una sucesión a los católicos Habsburgo, a pesar de las maniobras de su esposa, que aunque era católica favorecía una sucesión protestante. El emperador respondió arrestando a la duquesa en 1597, acusándola de adulterio, entre otras cosas. No fue inesperado que los protestantes se alarmaran ante lo que a todas luces parecía el deseo de los Habsburgo de apoderarse de los territorios. No obstante, aunque es seguro que Rodolfo II ambicionaba esas tierras, es poco probable que planease adquirirlas directamente, ya que eso comprometería su imparcialidad como emperador, y probablemente sólo quería ganar tiempo para beneficiar a una dinastía de su conveniencia.
El 25 de marzo de 1609, el duque Juan Guillermo murió; el emperador Rodolfo se encontraba en ese momento lidiando con su hermano, el entonces archiduque Matías de Habsburgo, que acababa de sustraerle la corona de Hungría y el gobierno de la Alta Austria, la Baja Austria y Moravia, aunque al costo de grandes concesiones a los protestantes en esas tierras. Por esta razón, el emperador no pudo lidiar de inmediato con la cuestión de la herencia, y retrasó la decisión. Mientras tanto, se estableció una regencia con la presencia de la segunda esposa del duque Juan Guillermo, los consejeros del anterior y un comisionado imperial. El 24 de mayo, sorpresivamente, el emperador anunció que el Consejo Áulico, uno de los tribunales supremos imperiales, daría su decisión en menos de un mes.
Esta era la prueba que el Palatinado-Neoburgo y Brandeburgo necesitaban para convencerse de que los Habsburgo no los tomarían en cuenta en la herencia, y se reunieron de inmediato, firmando un tratado en Dortmund el 10 de junio, acordando rechazar a los otros pretendientes y estableciendo un gobierno conjunto provisional. Acordaron también que ellos se pondrían de acuerdo sobre como repartir los territorios en menos de un año, o si no trasladarían la decisión a una comisión de príncipes imparciales. Con esta última decisión se comprobaba la falta de confianza de los príncipes en las instituciones imperiales.
El emperador Rodolfo cayó entonces bajo la influencia de su primo, el joven archiduque Leopoldo V de Habsburgo, quien le aseguró que en este momento se necesitaba una mano firme. Sin consultar a la corte, el emperador anuló el tratado de los príncipes de Brandeburgo y el Palatinado-Neoburgo, y nombró al archiduque Leopoldo comisionado imperial de la regencia. El nuevo comisionado imperial marchó entonces con mercenarios a Juliers, pero una vez en la ciudad se encontró rápidamente sitiado por las más numerosas tropas de los príncipes del tratado de Dortmund.
Abrumados por la situación, los príncipes germanos presionaron a los Habsburgo para que resolviesen el problema pacíficamente, por lo que los Habsburgo se reunieron en Viena con una muestra importante de príncipes el 1 de mayo de 1610. Aunque se decidió que, como paso preliminar para iniciar el diálogo, había que reemplazar al archiduque Leopoldo por una figura más imparcial como comisionado imperial, el emperador Rodolfo decidió luego, unilateralmente, otorgar toda la herencia al Electorado de Sajonia. No obstante, aunque Sajonia codiciaba las tierras, renunció a su solicitud ya que era poco probable que las obtuviese porque los príncipes de Brandeburgo y el Palatinado-Neoburgo ya las habían ocupado en su totalidad, excepto Juliers, que seguía sitiada. Se decidió entonces realizar una nueva reunión en agosto, en Colonia.

### Primera etapa del conflicto

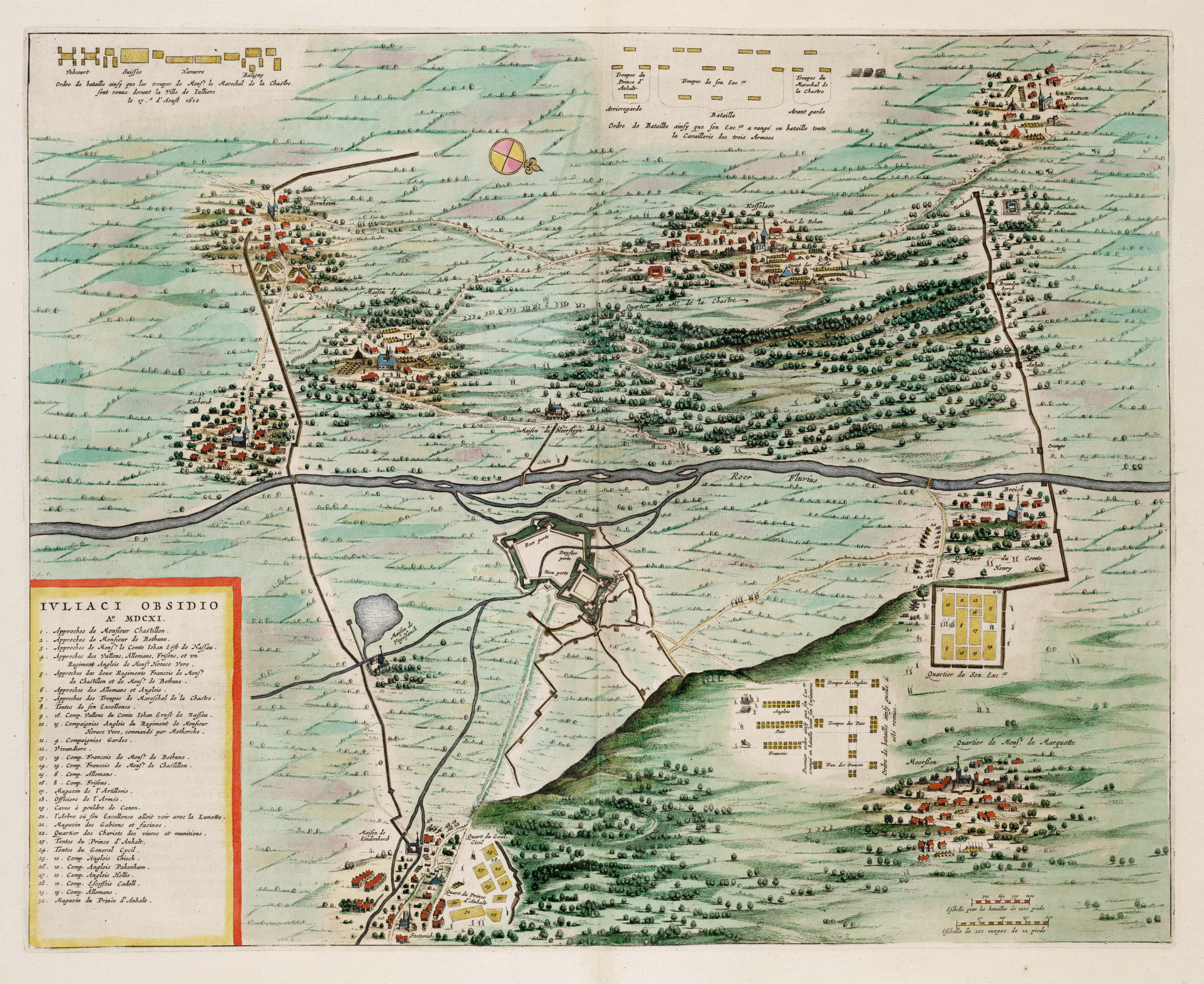
Sitio y captura de Juliers por Mauricio de Orange en 1610.

Mientras tanto, el archiduque Leopoldo no había estado inactivo en Juliers, después de apelar en vano a la Liga Católica por ayuda, ya el duque Maximiliano no quería involucrarse en una lucha de los Habsburgo, intentó conseguir tropas en los estados de su familia. Aunque numerosos, los estados más cercanos se encontraban rodeados de hostiles territorios protestantes que no querían ceder el paso, además, el archiduque Maximiliano III de Austria rehusó enviar tropas, culpando al emperador de haber manejado mal la crisis. El archiduque Leopoldo tuvo entonces que recurrir a su propio principado, el obispado de Estrasburgo, donde movilizó 3 mil soldados de infantería y mil de caballería.
El elector del Palatinado respondió enviando sus tropas a Estrasburgo el 13 de marzo de 1610, junto con fuerzas del duque de Württemberg y del margrave de Baden-Durlach, sin consultar al resto de los miembros de la Unión Protestante. Las tropas protestantes, en su mayoría milicia, nada pudieron hacer contra las tropas del archiduque Leopoldo, que se replegaron a las ciudades fortificadas; a las pocas semanas se acabó el dinero y las indisciplinadas tropas atacantes se dispersaron. No obstante, las operaciones en Estrasburgo sirvieron para evitar que los tan necesitados refuerzos de los Habsburgo llegaran a Juliers. Finalmente, la otra esperanza del archiduque Leopoldo, relevos del obispado de Lieja, se vio frustrada en mayo cuando catorce mil soldados de infantería y ocho mil de caballería neerlandeses al mando del príncipe Mauricio de Nassau los interceptaron.
En efecto, el alargamiento de la crisis atrajo la atención de Francia y los Países Bajos. El rey Enrique IV de Francia envío un ejército de 22 mil hombres, bajo el mando del mariscal de La Châtre, al noreste de Francia. Esta decisión coincidió con un acercamiento al ducado de Saboya, que controlaba una de las rutas del camino español al norte de Italia. Aunque lo más probable es que el rey Enrique IV solo buscaba imponer la paz en la región mediante la intimidación, minando a su vez la credibilidad del Emperador frente a los príncipes, los católicos franceses se preocuparon, temiendo que el rey buscase hacer la guerra contra España y el Imperio. El 14 de mayo de 1610, el rey Enrique IV fue asesinado por un fanático católico llamado François Ravaillac, quien aprovechó el momento en que su carruaje se detuvo debido a una congestión de tráfico en París. A pesar de la muerte del rey, la movilización francesa continuó, pero al final solamente mandaron 9 mil soldados que tuvieron que abrirse paso lentamente por el obispado de Lieja.
Una vez más, el Palatinado intentó buscar más tropas para asaltar Juliers, esta vez contó con más apoyo de la Unión, y reunió 7.300 soldados de infantería y 2.500 de caballería. Mientras tanto los margraves de Baden-Durlach y de Brandeburgo-Ansbach reunieron sus propios ejércitos y asaltaron de nuevo el obispado de Estrasburgo, esta vez con artillería, logrando someter varias ciudades fortificadas como Dachstein, Molsheim y Mutzig. No obstante, pronto se les acabó de nuevo el dinero a los príncipes protestantes, y el 10 de agosto acordaron una tregua.
Sin embargo, ya era demasiado tarde para salvar Juliers, el archiduque Leopoldo había huido en mayo, y la llegada de refuerzos protestantes el 28 de julio condenó definitivamente a los sitiados. Las tropas neerlandeses y francesas llegaron poco después, pero su aporte fue más que todo simbólico ya que la ciudad estaba a punto de caer. El 1 de septiembre, los defensores se rindieron obteniendo el derecho de paso hacia territorios amigos.
Al finalizar la primera etapa del conflicto, Brandeburgo y el Palatinado-Neoburgo se repartieron la herencia. Aunque breve y limitada, la campaña desgastó los recursos financieros de ambos bandos. El fondo para guerras establecido por Enrique IV disminuyó en un tercio. El dinero fue la principal razón por la que España se mantuvo fuera del conflicto, aunque prestó al archiduque Leopoldo la mayor parte del dinero que utilizó. A pesar de que la Liga Católica no entró en combate, movilizó 19 mil hombres en caso de que el conflicto se trasladase a sus estados, los cuales fueron pagados principalmente por Baviera. En el bando protestante, el margrave de Brandeburgo-Ansbach tuvo que movilizar sus tropas a Ulm para exigir el pago de las tropas; por otro lado, los príncipes que recibieron la herencia no pagaron por la ayuda brindada a los estados de la Unión Protestante. Debido al alto costo de mantener un ejército activo, no es sorpresa que al acabar 1610, tanto la Liga Católica como la Unión Protestante habían desmovilizado sus fuerzas. El archiduque Leopoldo no se desmovilizó, ya que tenía objetivos mayores para su ejército.

### Intermedio
La crisis contribuyó a terminar de minar el prestigio del emperador Rodolfo; con la ayuda de los protestantes bohemios, su hermano Matías lo recluyó en el castillo de Praga, resguardado por la hostil milicia protestante. Pensando en ganar el favor de su primo el Emperador, el archiduque Leopoldo dirigió su ejército para liberarlo; sin embargo, por la falta de dinero, pronto perdió el control de sus tropas, que empezaron a saquear la Alta Austria y la Alta Alsacia. Prometiéndoles a sus hombres que el emperador les pagaría, Leopoldo llegó a Praga el 15 de febrero de 1611, pero Rodolfo se negó a hablarle, y tuvo que escapar de la ciudad el 10 de marzo, dejando a sus tropas solas esperando la llegada del archiduque Matías con 18 mil soldados, que vino a salvar a los protestantes, no sin antes extraer al emperador la corona de Bohemia. Tras estas acciones, no fue sorpresa que después de la muerte de Rodolfo, el 20 de enero de 1612, Matías fuera electo emperador.
El emperador Matías relegó gran parte de sus funciones en su mentor, el obispo Melchior Klesl, quien intentó fortalecer la autoridad imperial, significativamente debilitada durante el gobierno de Rodolfo. Esta fue una de las razones por las que presionó para que los Habsburgo fueran admitidos en la Liga Católica, minando el liderazgo de Maximiliano de Baviera, y rechazando el carácter confesional de la organización, que fue renombrada "Defensa Cristiana". Por esta razón los estados católicos no pudieron participar en la segunda etapa del conflicto de la sucesión de Juliers-Cléveris, que estalló a inicios de 1614.

### Segunda etapa del conflicto
Aunque Brandeburgo y el Palatinado-Neoburgo controlaban las tierras en disputa desde 1610, esto no era reconocido por varios estados. La Unión Protestante no pudo lidiar con este asunto, ya que tras la muerte de Federico IV del Palatinado en 1610, el Palatinado-Neoburgo se enfrascó en una disputa sobre la selección de un regente, puesto que el heredero del elector era menor de edad. La crisis se avivó cuando los pretendientes a la sucesión empezaron a demandar de nuevo los territorios, incluyendo a Sajonia, el más poderoso de ellos. En febrero de 1613, el emperador Matías confirmó la decisión de su predecesor de resolver la sucesión en favor de Sajonia, pero, al igual que su hermano, no tenía fuerzas para hacer valer la misma.
La crisis fue agravada por la conversión de dos Hohenzollern al calvinismo: primero, en 1610, lo hizo el gobernador de la parte Brandeburgo del ducado en disputa, el margrave Ernesto; luego, en 1613, lo hizo su hermano el elector Juan Segismundo. Esta conversión sólo debilitaba la posición de Brandeburgo en la región, ya que los distanciaba de los estados luteranos cercanos; además, atraía la atención de España, debido a que ahora profesaban la misma religión que los vecinos Países Bajos republicanos.
Mientras tanto, el gobernador de la parte del Palatinado-Neoburgo del ducado, Wolfgang Guillermo del Palatinado-Neoburgo, se reunió con el embajador español Baltasar de Zúñiga y Velasco, quien le convenció de convertirse en secreto al catolicismo en julio de 1613, logrando aumentar sus probabilidades en la disputa. Luego se casó con la hermana del duque de Baviera, Magdalena, con lo que anunció su compromiso con los católicos públicamente. Con la muerte de su padre, el duque Felipe Luis, el ahora duque Wolfgang Guillermo controlaba el ducado del Palatinado-Neoburgo.
Como era de esperarse, los dos estados que hace unos años habían luchado juntos como luteranos frente a las pretensiones imperiales, ahora desconfiaban uno del otro. Juan Segismundo temía que, con apoyo católico, Wolfgang Guillermo intentase hacerse con todo los ducados de Juliers-Cléveris-Berg. Por su parte, este último temía un acercamiento del primero a los Países Bajos. Estos temores parecieron verse confirmados cuando en mayo de 1614, 300 tropas neerlandesas llegaron a Juliers y expulsaron a una compañía del Palatinado-Neoburgo, reforzando además el pequeño destacamento que habían dejado en la ciudad en la primera etapa del conflicto. Aunque los neerlandeses actuaron para prevenir un choque católico-calvinista en Juliers, el resultado fue todo lo contrario, Wolfgang Guillermo ordenó que Brandeburgo fuese excluido de la administración de Düsseldorf, en el ducado de Berg, e incrementó sus fuerzas en 900 hombres. Brandeburgo reunió entonces 3.900 hombres, pero tuvo que pedir un préstamo a los Países Bajos para mantenerlos, quienes, además, enviaron dos mil soldados más. Debido a que el ducado no tenía manera de pagar este préstamo, los neerlandeses asumieron el liderazgo en la conducción de las operaciones.
La reacción española no se hizo esperar, el archiduque Alberto de Austria envío al general Ambrosio Spínola con 13 300 unidades de infantería y 1300 de caballería del Ejército de Flandes desde Maastricht el 22 de agosto, el cual asedió Aquisgrán. De allí se reunió a las fuerzas de Wolfgang Guillermo en Düren, ocupando los ducados de Juliers y Berg, excepto la propia Juliers. Los combates fueron escasos, cada bando se evitaba por miedo a romper la tregua de los doce años, el mayor combate hispano-neerlandés ocurrió en Wesel, ocupado por los republicanos desde 1611, donde la guarnición defensora se rindió rápidamente el 5 de septiembre. Las tropas neerlandesas se conformaron con ocupar el resto del ducado de Cléveris, el condado de Mark y reforzar su posición en Juliers.

## Consecuencias
Con todos los ducados y condados en disputa ocupados por España y los Países Bajos, países que deseaban evitar un conflicto directo, el 13 de octubre se iniciaron conversaciones en Xanten bajo mediación anglo-francesa. El 12 de noviembre se acordó una partición de los territorios: una parte incluía los ducados de Juliers y Berg, y la otra incluía el ducado de Cléveris y los condados de Mark y Ravensberg. Después de que se echaron suertes para determinar quién recibía cuál parte, el Palatinado-Neoburgo recibió la primera, y Brandeburgo la segunda. Tanto España como los Países Bajos dejaron guarniciones en los pueblos que habían tomado.
España resultó la principal beneficiada del tratado de Xanten, incrementando su presencia en la región, y asegurando el cruce del río Rin en tres puntos.
Wesel, Rheinberg y Orsoy. Fortalezas en poder español hasta que fueron ocupadas por Federico Enrique de Orange-Nassau en 1629, 1633 y 1632.